# 이체르데
《이체르데》(튀르키예어: İçerde)는 2016년부터 2017년까지 방영된 터키의 텔레비전 드라마이다.